# Liste des médaillés aux Jeux européens de 2015
Cet article liste les athlètes ayant remporté une médaille aux Jeux européens de 2015 à Bakou en Azerbaïdjan.

## Athlétisme
| Épreuves           | Or | Argent | Bronze |
| ------------------ | --- | --- | --- |
| Par équipes mixtes | Slovaquie Katarína Belová Tomáš Benko Katarína Berešová Alexandra Bezeková Andrej Bician Jakub Bottlík Matúš Bubeník Tomáš Celko Denis Danáč Paula Habovštiaková Andrea Holleyová Martina Hrašnová Anna Hrvolová Alexander Jablokov Zuzana Karaffová Martin Koch Lenka Kršáková Martin Kučera Veronika Lašová Marcel Lomnický Ľubomíra Maníková Jakub Matúš Lucia Mokrašová Matúš Olej Dušan Páleník Jozef Pelikán Michaela Pešková Lukáš Prevalinec Iveta Putálová Jozef Repčík Silvia Šalgovičová Marek Šefránek Lucia Slaničková Patrícia Slosárová Alexandra Šťuková Ivona Tomanová Roman Turčáni Jozef Urban Dana Velďáková Jana Velďáková Tomáš Veszelka Juraj Vitko Ján Volko Monika Weigertová Adam Zavacký Pavol Ženčár Patrik Ženúch Ján Zmoray | Autriche Anita Baielr Ekemini Bassey Dominik Distelberger Elisabeth Eberl Michaela Egger Nikolaus Franzmair Markus Fuchs Mario Gebhard Benjamin Grill Kira Grunberg Christoph Haslauer Stefanie Huber Ina Huemer Dominik Hufnagl Thomas Kain Matthias Kaserer Julio Kellerer Paul Kilbertus Viola Kleiser Josip Kopic Anita Baielr Sarah Lagger Nina Luyer Pamela Manzerdorfen Gunther Matzinger Gerhard Mayer Verena Menapace Elisabeth Niedereder Valentin Pfeil Verena Preiner Brenton Rowe Roman Schmied Anita Baielr Carina Schrempf Beate Schrott Julia Schwarzinger Benajmin Siart Julia Siart Dominik Sedliaczek Christian Smetana Christian Steinhammer Alexandra Toth Andreas Vojta Susanne Walli Veronika Watzek Thomas Weisshaindlinger Jennifer Wenth Eva-Maria Wimberger | Israël Haimro Alame Tomer Almogy Girmaw Amare Maya Aviezer Noa Barlia Etamar Bhastekar Amit Cohen Hai Cohen Aviv Dayan Olga Dogadgo Marharyta Dorozhon Alan Ferber Muket Fetene Dikla Goldenthal Amir Hamidulin Omri Harush Hanna Knyazyeva-Minenko Dmitry Kroyter Shanie Landen Olga Lenskay Itamar Levi Danna Levin Alexandra Lokshin Dariya Lokshin Anastasya Muchkayev Noam Neeman Imri Persiado Margareta Pogorelov Donald Blair-Sanford Maor Seged Maayan Furman-Shahaf Itay Shamir Azaunt Taka Maor Tiyouri Gilron Tsabkevich Diana Vaisman Kristina Vanyushev Tom Yakubov Evgenia Zabolotni Victor Zagynayko Efat Zelikovich |

## Badminton
| Épreuves      | Or                                   | Argent                                       | Bronze                                                           |
| ------------- | ------------------------------------ | -------------------------------------------- | ---------------------------------------------------------------- |
| Simple hommes | Pablo Abián (ESP)                    | Emil Holst (DEN)                             | Dieter Domke (GER) Kęstutis Navickas (BLR)                       |
| Double hommes | Mathias Boe Carsten Mogensen (DEN)   | Ivan Sozonov Vladimir Ivanov (RUS)           | Andreas Heinz Raphael Beck (GER) Sam Magee Joshua Magee (IRL)    |
| Simple dames  | Line Kjærsfeldt (DEN)                | Lianne Tan (BEL)                             | Clara Azurmendi (ESP) Petya Nedelcheva (BUL)                     |
| Double dames  | Stefani Stoeva Gabriela Stoeva (BUL) | Ekaterina Bolotova Evgeniya Kosetskaya (RUS) | Özge Bayrak Neslihan Yiğit (TUR) Lena Grebak Maria Helsbol (DEN) |
| Double mixte  | Sara Thygesen Niclas Nøhr (DEN)      | Audrey Fontaine Gaëtan Mittelheisser (FRA)   | Chloe Magee Sam Magee (IRL) Kira Kattenbeck Raphael Beck (GER)   |

## Basket-ball
| Épreuves         | Or                                                                                   | Argent                                                                          | Bronze                                                                         |
| ---------------- | ------------------------------------------------------------------------------------ | ------------------------------------------------------------------------------- | ------------------------------------------------------------------------------ |
| Tournoi masculin | Russie- Ilia Aleksandrov - Andrey Kanygin - Leopold Lagutin - Alexsandr Pavlov       | Espagne- Sergio de la Fuente - Álex Llorca - Nacho Martín - Juan Vasco          | Serbie- Dušan Domović Bulut - Dejan Majstorović - Marko Savić - Marko Zdero    |
| Tournoi féminin  | Russie- Mariia Cherepanova - Anna Leshkovtseva - Tatiana Petrushina - Tatiana Vidmer | Ukraine- Viktoriia Paziuk - Krystyna Matsko - Olga Maznichenko - Ganna Zarytska | Espagne- Vega Gimeno - Arantxa Novo - Esther Montenegro - Inmaculada Zanoguera |

## Boxe
| Épreuves                     | Or                          | Argent                      | Bronze                                         |
| ---------------------------- | --------------------------- | --------------------------- | ---------------------------------------------- |
| Hommes                       |                             |                             |                                                |
| Poids mi-mouches (- 49 kg)   | Bator Sagaluev (RUS)        | Brendan Irvine (IRL)        | Muhammed Unlu (TUR) Dmytro Zamotayev (UKR)     |
| Poids mouches (- 52 kg)      | Elvin Mamishzade (AZE)      | Vincenzo Picardi (ITA)      | Hamza Touba (GER) Viliam Tanko (SVK)           |
| Poids coqs (- 56 kg)         | Bakhtovar Nazirov (RUS)     | Dzmitry Asanau (BLR)        | Tayfur Aliyev (AZE) Qais Ashfaq (GBR)          |
| Poids légers (- 60 kg)       | Albert Selimov (AZE)        | Sofiane Oumiha (FRA)        | Mateusz Polski (POL) Sean McComb (IRL)         |
| Poids super-légers (- 64 kg) | Collazo Sotomayor (AZE)     | Vincenzo Mangiacapre (ITA)  | Kastriot Sopa (GER) Viktor Petrov (UKR)        |
| Poids welters (- 69 kg)      | Parviz Baghirov (AZE)       | Alexander Besputin (RUS)    | Josh Kelly (GBR) Yaroslav Samofalov (UKR)      |
| Poids moyens (- 75 kg)       | Michael O'Reilly (IRL)      | Xaybula Musalov (AZE)       | Zoltán Harcsa (HUN) Maxim Koptyakov (RUS)      |
| Poids mi-lourds (- 81 kg)    | Teymur Mammadov (AZE)       | Valentino Manfredonia (ITA) | Pavel Silyagin (RUS) Oleksandr Khyzhniak (UKR) |
| Poids lourds (- 91 kg)       | Abdulkadir Abdullayev (AZE) | Gevorg Manukian (UKR)       | Josip Bepo Filipi (CRO) Sadam Magomedov (RUS)  |
| Poids super-lourds (+ 91 kg) | Joseph Joyce (GBR)          | Gasan Gimbatov (RUS)        | Mahammadrasul Majidov (AZE) Tony Yoka (FRA)    |
| Femmes                       |                             |                             |                                                |
| Poids mi-mouches (- 48 kg)   | Nicola Adams (GBR)          | Sandra Drabik (POL)         | Salana Sagataeva (RUS) Elif Coskun (TUR)       |
| Poids mouches (- 51 kg)      | Elena Saveleva (RUS)        | Marzia Davide (ITA)         | Anna Alimardanova (AZE) Azize Nimani (GER)     |
| Poids coqs (- 57 kg)         | Katie Taylor (IRL)          | Estelle Mossely (FRA)       | Yana Alekseevna (AZE) Tasheena Bugar (GER)     |
| Poids légers (- 60 kg)       | Anastasiia Beliakova (RUS)  | Valentina Alberti (ITA)     | Sandy Ryan (GBR) Aneta Rygielska (POL)         |
| Poids moyens (- 75 kg)       | Nouchka Fontijn (NED)       | Anna Laurell Nash (SWE)     | Sarah Scheurich (GER) Lidia Fidura (POL)       |

## Canoë-kayak
| Épreuve      | Or                                                           | Argent                                                                  | Bronze                                                                                |
| ------------ | ------------------------------------------------------------ | ----------------------------------------------------------------------- | ------------------------------------------------------------------------------------- |
| Hommes       |                                                              |                                                                         |                                                                                       |
| C1 - 200 m   | Henrikas Žustautas (LTU)                                     | Valentin Demyanenko (AZE)                                               | Martin Fuksa (CZE)                                                                    |
| C1 - 1 000 m | Sebastian Brendel (GER)                                      | Martin Fuksa (CZE)                                                      | Attila Vajda (HUN)                                                                    |
| C2 - 1 000 m | Andrei Bahdanovich Aliaksandr Bahdanovich (BLR)              | Alekseï Korovachkov Ilia Pervoukhine (RUS)                              | Peter Kretschmer Michael Mueller (GER)                                                |
| K1 - 200 m   | Miklós Dudás (HUN)                                           | Petter Menning (SWE)                                                    | Ed McKeever (GBR)                                                                     |
| K1 - 1 000 m | Max Hoff (GER)                                               | Fernando Pimenta (POR)                                                  | René Holten Poulsen (DEN)                                                             |
| K1 - 5 000 m | Max Hoff (GER)                                               | Fernando Pimenta (POR)                                                  | Cyrille Carré (FRA)                                                                   |
| K2 - 200 m   | Nebojša Grujić Marko Novaković (SRB)                         | Ronald Rauhe Tom Liebscher (GER)                                        | Sandor Totka Péter Molnár (HUN)                                                       |
| K2 - 1 000 m | Zoltán Kammerer Tamás Szalai (HUN)                           | Max Rendschmidt Marcus Gross (GER)                                      | Vitaliy Bialko Raman Piatrushenka (BLR)                                               |
| K4 - 1 000 m | Zoltán Kammerer Dávid Tóth Tamás Kulifai Dániel Pauman (HUN) | Alexandr Sergeev Vasily Pogreban Anton Ryakhov Vladislav Blintcov (RUS) | Pavel Miadzvedzeu Aleh Yurenia Vitaliy Bialko Raman Piatrushenka (BLR)                |
| Femmes       |                                                              |                                                                         |                                                                                       |
| K1 - 200 m   | Marta Walczykiewicz (POL)                                    | Natalia Podolskaya (RUS)                                                | Danuta Kozák (HUN)                                                                    |
| K1 - 500 m   | Danuta Kozák (HUN)                                           | Yvonne Schuring (AUT)                                                   | Ewelina Wojnarowska (POL)                                                             |
| K1 - 5 000 m | Maryna Litvinchuk (BLR)                                      | Lani Belcher (GBR)                                                      | Renáta Csay (HUN)                                                                     |
| K2 - 200 m   | Marharyta Makhneva Maryna Litvinchuk (BLR)                   | Nikolina Moldovan Olivera Moldovan (SRB)                                | Mariya Povkh Anastasiia Todorova (UKR)                                                |
| K2 - 500 m   | Milica Starović Dalma Ružičić-Benedek (SRB)                  | Roxana Borha Elena Meroniac (ROU)                                       | Anna Kárász Ninetta Vad (HUN)                                                         |
| K4 - 500 m   | Gabriella Szabó Anna Karasz Danuta Kozák Ninetta Vad (HUN)   | Franziska Weber Verena Hantl Conny Waßmuth Tina Dietze (GER)            | Karolina Naja Ewelina Wojnarowska Edyta Dzieniszewska-Kierkla Beata Mikołajczyk (POL) |

## Cyclisme

### Cyclisme sur route
| Épreuve          | Or                      | Argent                     | Bronze                     |
| ---------------- | ----------------------- | -------------------------- | -------------------------- |
| Hommes           |                         |                            |                            |
| Course en ligne  | Luis León Sánchez (ESP) | Andriy Grivko (UKR)        | Petr Vakoč (CZE)           |
| Contre-la-montre | Vasil Kiryienka (BLR)   | Stef Clement (NED)         | Luis León Sánchez (ESP)    |
| Femmes           |                         |                            |                            |
| Course en ligne  | Alena Amialiusik (BLR)  | Katarzyna Niewiadoma (POL) | Anna van der Breggen (NED) |
| Contre-la-montre | Eleonora van Dijk (NED) | Hanna Solovey (UKR)        | Annemiek van Vleuten (NED) |

### VTT
| Épreuve              | Or                  | Argent                   | Bronze                  |
| -------------------- | ------------------- | ------------------------ | ----------------------- |
| Cross-country hommes | Nino Schurter (SUI) | Lukas Flückiger (SUI)    | Fabian Giger (SUI)      |
| Cross-country femmes | Jolanda Neff (SUI)  | Kathrin Stirnemann (SUI) | Maja Włoszczowska (POL) |

### BMX
| Épreuve | Or                       | Argent                | Bronze                |
| ------- | ------------------------ | --------------------- | --------------------- |
| Hommes  | Joris Daudet (FRA)       | Twan van Gendt (NED)  | David Graf (SUI)      |
| Femmes  | Simone Christensen (DEN) | Magalie Pottier (FRA) | Aneta Hladikova (CZE) |

## Escrime

### Hommes
| Épée individuelle   | Ivan Trevejo                                                                        | Sergey Khodos                                                                     | Daniel Jerent Bartosz Piasecki                                                  |  |  |  |
| Épée par équipes    | France - Ivan Trevejo - Daniel Jerent - Yannick Borel - Ronan Gustin                | Russie- Sergey Khodos - Sergey Bida - Anton Glebko - Dmitriy Gusev                | Italie- Marco Fichera - Andrea Santarelli - Gabriele Cimini - Gabriele Bino     |  |  |  |
|                     |                                                                                     |                                                                                   |                                                                                 |  |  |  |
| Fleuret individuel  | Alessio Foconi                                                                      | Timur Arslanov                                                                    | Francesco Ingargiola Jean-Paul Tony Helissey                                    |  |  |  |
| Fleuret par équipes | Grande-Bretagne- Richard Kruse - Marcus Mepstead - Alex Tofalides - Benjamin Peggs  | Italie- Alessio Foconi - Lorenzo Nista - Francesco Ingargiola - Damiano Rosatelli | Russie- Timur Safin - Dmitry Zherebchenko - Timur Arslanov - Alexey Khovanskiy  |  |  |  |
|                     |                                                                                     |                                                                                   |                                                                                 |  |  |  |
| Sabre individuel    | Andriy Yahodka                                                                      | Tiberiu Dolniceanu                                                                | Alberto Pelligrini Luigi Miracco                                                |  |  |  |
| Sabre par équipes   | Italie- Massimiliano Murolo - Luigi Miracco - Alberto Pelligrini - Giovanni Repetti | Roumanie- Tiberiu Dolniceanu - Iulian Teodosiu - Alin Badea - Madalin Bucur       | Allemagne- Richard Hübers - Maximilian Kindler - Björn Hübner - Robin Schrödter |  |  |  |

### Femmes
| Épée individuelle   | Ana Maria Brânză                                                                  | Yana Zvereva                                                                    | Erika Kirpu Simona Gherman                                                    |  |  |  |
| Épée par équipes    | Roumanie- Ana Maria Brânză - Simona Gherman - Simona Pop - Amalia Tătăran         | Estonie- Erika Kirpu - Irina Embrich - Katrina Lehis - Julia Beljajeva          | Italie- Brenda Briasco - Giulia Rizzi - Alberta Santuccio - Camilla Batini    |  |  |  |
|                     |                                                                                   |                                                                                 |                                                                               |  |  |  |
| Fleuret individuel  | Alice Volpi                                                                       | Yana Alborova                                                                   | Adelina Zagidullina Valentina Cipriani                                        |  |  |  |
| Fleuret par équipes | Russie- Adelina Zagidullina - Diana Yakovleva - Anastasia Ivanova - Yana Alborova | France- Jeromine Mpah Njanga - Chloé Jubenot - Julie Huin - Gaëlle Gebet        | Italie- Alice Volpi - Valentina Cipriani - Carolina Erba - Chiara Cini        |  |  |  |
|                     |                                                                                   |                                                                                 |                                                                               |  |  |  |
| Sabre individuel    | Angelika Wątor                                                                    | Sevil Bunyatova                                                                 | Margaux Rifkiss Sevinc Bunyatova                                              |  |  |  |
| Sabre par équipes   | Ukraine- Olha Kharlan - Alina Komachtchouk - Olena Kravatska - Olha Zhovnir       | Italie- Sofia Ciaraglia - Caterina Navarria - Martina Criscio - Rebecca Gargano | Russie- Viktoriya Kovaleva - Mariya Ridel - Tatiana Sukhova - Yana Obvintseva |  |  |  |

## Gymnastique

### Acrobatique
| Épreuve              | Or                                                           | Argent                                                        | Bronze                                                                    |
| -------------------- | ------------------------------------------------------------ | ------------------------------------------------------------- | ------------------------------------------------------------------------- |
| Femmes par équipes   |                                                              |                                                               |                                                                           |
| Concours par équipes | Belgique- Kaat Dumarey - Julie van Gelder - Ineke van Schoor | Russie- Valeriia Belkina - Yulia Nikitina - Zhanna Parkhometc | Biélorussie- Katsiaryna Barysevich - Veranika Nabokina - Karina Sandovich |
| Statique             | Belgique- Kaat Dumarey - Julie van Gelder - Ineke van Schoor | Russie- Valeriia Belkina - Yulia Nikitina - Zhanna Parkhometc | Biélorussie- Katsiaryna Barysevich - Veranika Nabokina - Karina Sandovich |
| Dynamique            | Belgique- Kaat Dumarey - Julie van Gelder - Ineke van Schoor | Russie- Valeriia Belkina - Yulia Nikitina - Zhanna Parkhometc | Biélorussie- Katsiaryna Barysevich - Veranika Nabokina - Karina Sandovich |
| Paires mixtes        |                                                              |                                                               |                                                                           |
| Concours par équipes | Russie- Marina Chernova - Georgy Pataraya                    | Belgique- Yana Vastavel - Solano Cassamajor                   | Grande-Bretagne- Hannah Baughn - Ryan Bartlett                            |
| Statique             | Russie- Marina Chernova - Georgy Pataraya                    | Belgique- Yana Vastavel - Solano Cassamajor                   | Grande-Bretagne- Hannah Baughn - Ryan Bartlett                            |
| Dynamique            | Russie- Marina Chernova - Georgy Pataraya                    | Belgique- Yana Vastavel - Solano Cassamajor                   | Grande-Bretagne- Hannah Baughn - Ryan Bartlett                            |

### Aérobique
| Épreuve        | Or                                                                                | Argent                                                                                        | Bronze                                                                                  |
| -------------- | --------------------------------------------------------------------------------- | --------------------------------------------------------------------------------------------- | --------------------------------------------------------------------------------------- |
| Paires mixtes  | Espagne- Sara Moreno - Vicente Lli                                                | Italie- Michela Castoldi - Davide Donati                                                      | Russie- Dukhik Dzhanazian - Denis Soloev                                                |
| Groupes mixtes | Hongrie- Panna Szollosi - Dora Lendvay - Dora Hegyi - Balázs Farkas - Daniel Bali | Roumanie- Lavinia Panaete - Bianca Gorgovan - Dacian Barna - Daniel Bocser - Lucian Savulescu | Espagne- Belen Guillemot - Aranzazu Martínez - Sara Moreno - Vicente Lli - Pedro Moreno |

### Artistique
| Épreuves                    | Or                                                            | Argent                                                      | Bronze                                                    |
| --------------------------- | ------------------------------------------------------------- | ----------------------------------------------------------- | --------------------------------------------------------- |
| Hommes                      |                                                               |                                                             |                                                           |
| Concours par équipes        | Russie- David Belyavskiy - Nikita Ignatyev - Mykola Kuksenkov | Ukraine- Ihor Radivilov - Oleh Vernyayev - Mykyta Yermak    | Azerbaïdjan- Petro Pakhnyuk - Eldar Safarov - Oleq Stepko |
| Concours général individuel | Oleh Vernyayev (UKR)                                          | Oleq Stepko (AZE)                                           | Nikita Ignatyev (RUS)                                     |
| Anneaux                     | Elefthérios Petroúnias (GRE)                                  | Nikita Ignatyev (RUS)                                       | İbrahim Çolak (TUR)                                       |
| Barre fixe                  | Fabian Hambüchen (GER)                                        | Vlásios Máras (GRE)                                         | Nikita Ignatyev (RUS)                                     |
| Barres parallèles           | Oleq Stepko (AZE)                                             | David Belyavskiy (RUS)                                      | Marius Berbecar (ROU)                                     |
| Cheval d'arçon              | Sašo Bertoncelj (SLO)                                         | Oleq Stepko (AZE)                                           | Brinn Bevan (GBR)                                         |
| Saut de cheval              | Oleh Vernyayev (UKR)                                          | Casimir Schmidt (NED)                                       | Oleq Stepko (AZE)                                         |
| Sol                         | Rayderley Zapata Santana (ESP)                                | Fabian Hambüchen (GER)                                      | David Belyavskiy (RUS)                                    |
| Femmes                      |                                                               |                                                             |                                                           |
| Concours par équipes        | Russie- Viktoria Komova - Aliya Mustafina - Seda Tutkhalyan   | Allemagne- Leah Griesser - Sophie Scheder - Elisabeth Seitz | Pays-Bas- Lisa Top - Céline van Gerner - Lieke Wevers     |
| Concours général individuel | Aliya Mustafina (RUS)                                         | Giulia Steingruber (SUI)                                    | Lieke Wevers (NED)                                        |
| Barres asymétriques         | Aliya Mustafina (RUS)                                         | Sophie Scheder (GER)                                        | Andreea Iridon (ROU)                                      |
| Poutre                      | Lieke Wevers (NED)                                            | Andreea Iridon (ROU)                                        | Giulia Steingruber (SUI)                                  |
| Saut de cheval              | Giulia Steingruber (SUI)                                      | Seda Tutkhalyan (RUS)                                       | Lisa Top (NED)                                            |
| Sol                         | Giulia Steingruber (SUI)                                      | Aliya Mustafina (RUS)                                       | Lieke Wevers (NED)                                        |

### Rythmique
| Épreuves            | Or | Argent                                                                                                 | Bronze |
| ------------------- | --- | --- | --- |
| Individuel          | | | |
| Concours individuel | Yana Kudryavtseva (RUS) | Margarita Mamun (RUS)                                                                                  | Melitina Staniouta (BLR) |
| Ballon              | Yana Kudryavtseva (RUS) | Hanna Rizatdinova (UKR)                                                                                | Melitina Staniouta (BLR) |
| Cerceau             | Margarita Mamun (RUS) | Melitina Staniouta (BLR)                                                                               | Neta Rivkin (ISR) |
| Massue              | Yana Kudryavtseva (RUS) | Hanna Rizatdinova (UKR)                                                                                | Melitina Staniouta (BLR) |
| Ruban               | Yana Kudryavtseva (RUS) | Marina Durunda (AZE)                                                                                   | Salome Pazhava (GEO) |
| Par équipes         | | | |
| Concours général    | Russie- Diana Borisova - Daria Kleshcheva - Anastasiia Maksimova - Anastasiia Tatareva - Maria Tolkacheva - Sofya Skomorokh | Israël- Yuval Filo - Alona Koshevatskiy - Ekaterrina Levina - Karina Lykhvar - Ida Mayrin              | Biélorussie- Ksenya Cheldishkina - Maria Kadobina - Aliaksandra Narkevich - Valeriya Pischelina - Arina Tsitsilina - Hanna Dudzenkova |
| Massue et cerceau   | Biélorussie- Ksenya Cheldishkina - Maria Kadobina - Valeriya Pischelina - Arina Tsitsilina - Hanna Dudzenkova               | Israël- Yuval Filo - Alona Koshevatskiy - Ekaterrina Levina - Karina Lykhvar - Ida Mayrin              | Ukraine- Olena Dmytrash - Yevgeniya Gomon - Oleksandra Gridasova - Valeriia Gudym - Anastasiya Voznyak                                |
| Ruban               | Russie- Diana Borisova - Anastasiia Maksimova - Anastasiia Tatareva - Maria Tolkacheva - Sofya Skomorokh                    | Ukraine- Olena Dmytrash - Yevgeniya Gomon - Oleksandra Gridasova - Valeriia Gudym - Anastasiya Voznyak | Israël- Yuval Filo - Alona Koshevatskiy - Ekaterrina Levina - Karina Lykhvar - Ida Mayrin                                             |

### Trampoline
| Épreuves             | Or                                   | Argent                                   | Bronze                             |
| -------------------- | ------------------------------------ | ---------------------------------------- | ---------------------------------- |
| Hommes               |                                      |                                          |                                    |
| Concours individuel  | Dmitri Ouchakov (RUS)                | Uladzislau Hancharou (BLR)               | Ilya Grishunin (AZE)               |
| Concours synchronisé | Mikhail Melnik Dmitri Ouchakov (RUS) | Uladzislau Hancharou Mikalai Kazak (BLR) | Martin Gromowski Kyrylo Sonn (GER) |
| Femmes               |                                      |                                          |                                    |
| Concours individuel  | Yana Pavlova (RUS)                   | Katherine Driscoll (GBR)                 | Hanna Harchonak (BLR)              |
| Concours synchronisé | Anna Kornetskaya Yana Pavlova (RUS)  | Marine Jurbert Joëlle Vallez (FRA)       | Beatriz Martins Ana Rente (POR)    |

## Judo
| Épreuves                          | Or | Argent | Bronze |
| --------------------------------- | --- | --- | --- |
| Hommes                            | | | |
| Moins de 60 kg poids super-légers | Beslan Mudranov (RUS) | Orkhan Safarov (AZE) | Ludovic Chammartin (SUI) Amiran Papinashvili (GEO) |
| Moins de 66 kg poids mi-légers    | Kamal Khan-Magomedov (RUS) | Loïc Korval (FRA) | Mikhaïl Pouliaïev (RUS) Sebastian Seidl (GER) |
| Moins de 73 kg poids légers       | Sagi Muki (ISR) | Nugzar Tatalashvili (GEO) | Rok Drakšič (SLO) Dirk Van Tichelt (BEL) |
| Moins de 81 kg poids mi-moyens    | Avtandil Tchrikishvili (GEO) | Ivan Nifontov (RUS) | Loïc Pietri (FRA) Alexander Wieczerzak (GER) |
| Moins de 90 kg poids moyens       | Kirill Denisov (RUS) | Varlam Liparteliani (GEO) | Ilías Iliádis (GRE) Guillaume Elmont (NED) |
| Moins de 100 kg poids mi-lourds   | Henk Grol (NED) | Lukáš Krpálek (CZE) | Toma Nikiforov (BEL) Cyrille Maret (FRA) |
| Plus de 100 kg poids lourds       | Adam Okruashvili (GEO) | Or Sasson (ISR) | Renat Saidov (RUS) Iakiv Khammo (UKR) |
| Par équipes                       | France- Pierre Duprat - Alexandre Iddir - Loic Korval - David Larose - Cyrille Maret - Loic Pietri - Florent Urani                                    | Géorgie- Beka Gviniashvili - Varlam Liparteliani - Ushangi Margiani - Levani Matiashvili - Adam Okruashvili - Amiran Papinashvili - Lasha Shavdatuashvili - Nugzar Tatalashvili - Avtandil Tchrikishvili | Russie- Kirill Denisov - Denis Iartcev - Kamal Khan-Magomedov - Alan Khubetsov - Ivan Nifontov - Mikhaïl Pouliaïev - Renat Saidov - Kirill Voprosov    |
| Par équipes                       | France- Pierre Duprat - Alexandre Iddir - Loic Korval - David Larose - Cyrille Maret - Loic Pietri - Florent Urani                                    | Géorgie- Beka Gviniashvili - Varlam Liparteliani - Ushangi Margiani - Levani Matiashvili - Adam Okruashvili - Amiran Papinashvili - Lasha Shavdatuashvili - Nugzar Tatalashvili - Avtandil Tchrikishvili | Ukraine- Serhiy Drebot - Vitalii Dudchyk - Oleksandr Gordiienko - Iakiv Khammo - Artem Khomula - Quedjau Nhabali - Vadym Synyavsky - Heorhiy Zantaraya |
| Malvoyants Plus de 90 kg          | Ilham Zakiyev (AZE) | Oleksandr Pomimov (UKR) | Zakir Mislimov (AZE) Aleksandr Parasiuk (RUS) |
| Femmes                            | | | |
| Moins de 48 kg poids super-légers | Charline Van Snick (BEL) | Ebru Şahin (TUR) | Irina Dolgova (RUS) Éva Csernoviczki (HUN) |
| Moins de 52 kg poids mi-légers    | Andreea Chițu (ROU) | Annabelle Euranie (FRA) | Mareen Kräh (GER) Natalia Kuziutina (RUS) |
| Moins de 57 kg poids légers       | Telma Monteiro (POR) | Hedvig Karakas (HUN) | Miryam Roper (GER) |
| Moins de 63 kg poids mi-moyens    | Martyna Trajdos (GER) | Tina Trstenjak (SLO) | Clarisse Agbegnenou (FRA) Yarden Gerbi (ISR) |
| Moins de 70 kg poids moyens       | Kim Polling (NED) | Laura Vargas-Koch (GER) | Szaundra Diedrich (GER) Bernadette Graf (AUT) |
| Moins de 78 kg poids mi-lourds    | Marhinde Verkerk (NED) | Luise Malzahn (GER) | Anamari Klementina Velensek (SLO) Guusje Steenhuis (NED)                                                                                               |
| Plus de 78 kg poids lourds        | Émilie Andéol (FRA) | Jasmin Külbs (GER) | Belkis Kaya (TUR) Svitlana Iaromka (UKR) |
| Par équipes                       | France- Clarisse Agbegnenou - Emilie Andeol - Laetitia Blot - Gévrise Émane - Annabelle Euranie - Marie-Eve Gahié - Madeleine Malonga - Automne Pavia | Allemagne- Szaundra Diedrich - Franziska Konitz - Mareen Kräh - Luise Malzahn - Miryam Roper - Martyna Trajdos - Laura Vargas-Koch - Viola Waechter                                                      | Slovénie- Klara Apotekar - Vlora Bedeti - Nina Milosevic - Petra Nareks - Anka Pogacnik - Tina Trstenjak - Anamari Velenšek - Kristina Vrsic           |
| Par équipes                       | France- Clarisse Agbegnenou - Emilie Andeol - Laetitia Blot - Gévrise Émane - Annabelle Euranie - Marie-Eve Gahié - Madeleine Malonga - Automne Pavia | Allemagne- Szaundra Diedrich - Franziska Konitz - Mareen Kräh - Luise Malzahn - Miryam Roper - Martyna Trajdos - Laura Vargas-Koch - Viola Waechter                                                      | Italie- Giulia Cantoni - Assunta Galeone - Odette Giuffrida - Edwige Gwend - Elisa Marchio - Valentina Moscatt - Giulia Quintavalle                    |
| Malvoyants Moins de 57 kg         | Inna Cherniak (UKR) | Sabina Abdullayeva (AZE) | Ramona Brussig (GER) Nataliya Nikolaychyk (UKR) |

## Karaté
| Épreuves       | Or                         | Argent                 | Bronze                   |
| -------------- | -------------------------- | ---------------------- | ------------------------ |
| Hommes         |                            |                        |                          |
| Moins de 60 kg | Firdovsi Farzaliyev (AZE)  | Luca Maresca (ITA)     | Emil Pavlov (MKD)        |
| Moins de 67 kg | Burak Uygur (TUR)          | Steven Da Costa (FRA)  | Nizayi Aliyev (AZE)      |
| Moins de 75 kg | Rafael Aghayev (AZE)       | Luigi Busà (ITA)       | Erman Eltemur (TUR)      |
| Moins de 84 kg | Aykhan Mamayev (AZE)       | Geórgios Tzános (GRE)  | Uğur Aktaş (TUR)         |
| Plus de 84 kg  | Enes Erkan (TUR)           | Jonathan Horne (GER)   | Martin Nestorovski (MKD) |
| Kata           | Damián Hugo Quintero (ESP) | Mattia Busato (ITA)    | Mehmet Yakan (TUR)       |
| Femmes         |                            |                        |                          |
| Moins de 50 kg | Serap Özçelik (TUR)        | Bettina Plank (AUT)    | Alexandra Recchia (FRA)  |
| Moins de 55 kg | Emily Thouy (FRA)          | Jelena Kovačević (CRO) | Ilaha Gasimova (AZE)     |
| Moins de 61 kg | Lucie Ignace (FRA)         | Merve Çoban (TUR)      | Ana Lenard (CRO)         |
| Moins de 68 kg | Iryna Zaretska (AZE)       | Alisa Buchinger (AUT)  | Marina Raković (MNE)     |
| Plus de 68 kg  | Maša Martinović (CRO)      | Meltem Hocaoğlu (TUR)  | Ivanna Zaytseva (RUS)    |
| Kata           | Sandra Sánchez Jaime (ESP) | Sandy Scordo (FRA)     | Dilara Bozan (TUR)       |

## Lutte

### Libre
| Épreuves | Or                               | Argent                       | Bronze                                                       |
| -------- | -------------------------------- | ---------------------------- | ------------------------------------------------------------ |
| Hommes   |                                  |                              |                                                              |
| 57 kg    | Viktor Lebedev (RUS)             | Marcel Ewald (GER)           | Sezar Akgül (TUR) Alexandru Chirtoaca (MDA)                  |
| 61 kg    | Aleksandr Bogomoev (RUS)         | Beka Lomtadze (GEO)          | Vasyl Shuptar (UKR) (UKR) Haji Aliyev (AZE)                  |
| 65 kg    | Togrul Asgarov (AZE)             | Frank Chamizo (ITA)          | Mustafa Kaya (TUR) Ilyas Bekbulatov (RUS)                    |
| 70 kg    | Magomedrasul Gazimagomedov (RUS) | Magomiedmurad Gadżyjew (POL) | Ruslan Dibirgadzhiyev (AZE) Yakup Gor (TUR)                  |
| 74 kg    | Aniuar Geduev (RUS)              | Soner Demirtas (TUR)         | Jumber Kvelashvili (GEO) Yabrail Hasanov (AZE)               |
| 86 kg    | Abdulrashid Sadulaev (RUS)       | Piotr Ianulov (MDA)          | Sandro Aminashvili (GEO) Radosław Marcinkiewicz (POL)        |
| 97 kg    | Khetag Gazyumov (AZE)            | Elizbar Odikadze (GEO)       | Valeriy Andriytsev (UKR) Abdusalam Gadisov (RUS)             |
| 125 kg   | Taha Akgül (TUR)                 | Aleksei Shemarov (BLR)       | Jamaladdin Magomedov (AZE) Geno Petriashvili (GEO)           |
| Femmes   |                                  |                              |                                                              |
| 48 kg    | Mariya Stadnik (AZE)             | Elitsa Yankova (BUL)         | Iwona Matkowska (POL) Valentina Islamova Brik (RUS)          |
| 53 kg    | Anzhela Dorogan (AZE)            | Roksana Zasina (POL)         | Merve Kenger (TUR) Nadzeya Shushko (BLR)                     |
| 55 kg    | Sofia Mattsson (SWE)             | Katarzyna Krawczyk (POL)     | Evelina Nikolova (BUL) Natalya Sinishin (AZE)                |
| 58 kg    | Emese Barka (HUN)                | Tetyana Lavrenchuk (UKR)     | Elif Jale Yesilirmak (TUR) Grace Bullen (NOR)                |
| 60 kg    | Marianna Sastin (HUN)            | Svetlana Lipatova (RUS)      | Veranika Ivanova (BLR) Taybe Yusein (BUL)                    |
| 63 kg    | Valeriia Lazinskaia (RUS)        | Yuliia Tkach (UKR)           | Maryia Mamashuk (BLR) Anastasija Grigorjeva (LAT)            |
| 69 kg    | Alina Stadnik Makhynia (UKR)     | Ilana Kratysh (ISR)          | Natalia Vorobieva (RUS) Aline Focken (GER)                   |
| 75 kg    | Vasilisa Marzaliuk (BLR)         | Ekaterina Bukina (RUS)       | Maider Unda Gonzalez de Audicana (ESP) Svetlana Saenko (MDA) |

### Gréco-Romaine
| Épreuves        | Or                      | Argent                   | Bronze                   |
| --------------- | ----------------------- | ------------------------ | ------------------------ |
| Hommes          |                         |                          |                          |
| Moins de 59 kg  | Stepan Maryanyan (RUS)  | Soslan Daurov (BLR)      | Elman Mukhtarov (AZE)    |
| Moins de 59 kg  | Stepan Maryanyan (RUS)  | Soslan Daurov (BLR)      | Tarik Belmadani (FRA)    |
| Moins de 66 kg  | Artem Surkov (RUS)      | Migran Arutyunyan (ARM)  | Hasan Aliyev (AZE)       |
| Moins de 66 kg  | Artem Surkov (RUS)      | Migran Arutyunyan (ARM)  | István Lévai (RUS)       |
| Moins de 71 kg  | Rasul Chunayev (AZE)    | Balint Korpasi (HUN)     | Frank Stäbler (GER)      |
| Moins de 71 kg  | Rasul Chunayev (AZE)    | Balint Korpasi (HUN)     | Dominik Etlinger (SVK)   |
| Moins de 75 kg  | Elvin Mursaliyev (AZE)  | Viktor Nemes (SRB)       | Chingiz Labazanov (RUS)  |
| Moins de 75 kg  | Elvin Mursaliyev (AZE)  | Viktor Nemes (SRB)       | Dmtry Pyskhov (UKR)      |
| Moins de 80 kg  | Evgeny Saleev (RUS)     | Rafig Huseynov (HUN)     | Viktar Sasunouski (BLR)  |
| Moins de 80 kg  | Evgeny Saleev (RUS)     | Rafig Huseynov (HUN)     | Daniel Aleksandrov (BUL) |
| Moins de 85 kg  | Davit Chakvetadze (RUS) | Zhan Beleniuk (UKR)      | Ramsin Azizsir (GER)     |
| Moins de 85 kg  | Davit Chakvetadze (RUS) | Zhan Beleniuk (UKR)      | Metehan Basar (TUR)      |
| Moins de 98 kg  | Rıza Kayaalp (RUS)      | Sabahi Shariati (UKR)    | Mélonin Noumonvi (FRA)   |
| Moins de 98 kg  | Rıza Kayaalp (RUS)      | Sabahi Shariati (UKR)    | Cenk İldem (TUR)         |
| Moins de 130 kg | Islam Magomedov (TUR)   | Dimitriy Timchenko (RUS) | Ioseb Chugoshvili (BLR)  |
| Moins de 130 kg | Islam Magomedov (TUR)   | Dimitriy Timchenko (RUS) | Heiki Nabi (EST)         |

## Natation
| Épreuve                   | Or                                                                                         | Argent                                                                                    | Bronze                                                                                    |
| ------------------------- | ------------------------------------------------------------------------------------------ | ----------------------------------------------------------------------------------------- | ----------------------------------------------------------------------------------------- |
| Hommes                    |                                                                                            |                                                                                           |                                                                                           |
| 50 m nage libre           | Ziv Kalontarov (ISR)                                                                       | Giovanni Izzo (ITA)                                                                       | Aleksii Brianskii (RUS)                                                                   |
| 100 m nage libre          | Scott Duncan (GBR)                                                                         | Alessandro Mirressi (ITA)                                                                 | Vladislav Kozlov (RUS)                                                                    |
| 200 m nage libre          | Scott Duncan (GBR)                                                                         | Cameron Kurle (GBR)                                                                       | Elisei Stepanov (RUS)                                                                     |
| 400 m nage libre          | Paul Hentschel (GER)                                                                       | Dimítrios Dimitríou (GRE)                                                                 | Ernest Maksumov (RUS)                                                                     |
| 800 m nage libre          | Nicolas d'Oriano (FRA)                                                                     | Marcos Rodriguez Mesa (ESP)                                                               | Henning Muehlleitner (GER)                                                                |
| 1 500 m nage libre        | Nicolas d'Oriano (FRA)                                                                     | Ernest Maksumov (RUS)                                                                     | Marc Hinawi (ISR)                                                                         |
| 50 m papillon             | Andrii Khloptsov (UKR)                                                                     | Paweł Sendyk (POL)                                                                        | Daniil Pakhomov (RUS)                                                                     |
| 100 m papillon            | Daniil Pakhomov (RUS)                                                                      | Alberto Mateos Lozano (ESP)                                                               | Danill Antipov (RUS)                                                                      |
| 200 m papillon            | Daniil Pakhomov (RUS)                                                                      | Giacomo Carini (ITA)                                                                      | Matthias Marsau (FRA)                                                                     |
| 50 m brasse               | Andrius Sidlauskas (LTU)                                                                   | Nikola Obrovac (CRO)                                                                      | Tobias Bjerg (DEN)                                                                        |
| 100 m brasse              | Anton Chupkov (RUS)                                                                        | Andrius Sidlauskas (LTU)                                                                  | Charlie Atwood (GBR)                                                                      |
| 200 m brasse              | Anton Chupkov (RUS)                                                                        | Kirill Mordashev (RUS)                                                                    | Luke Davies (GBR)                                                                         |
| 50 m dos                  | Fillip Shopin (RUS)                                                                        | Marek Ulrich (GER)                                                                        | Andrii Kholptsov (UKR)                                                                    |
| 100 m dos                 | Luke Greenbank (GBR)                                                                       | Fillip Shopin (RUS)                                                                       | Marek Ulrich (GER)                                                                        |
| 200 m dos                 | Luke Greenbank (GBR)                                                                       | Mikita Tsmyl (BLR)                                                                        | Roman Larin (RUS)                                                                         |
| 200 m 4 nages             | Sebastian Steffan (AUT)                                                                    | Jarvis Parkinson (GBR)                                                                    | Martyn Walton (GBR)                                                                       |
| 400 m 4 nages             | Nikolaï Sokolov (RUS)                                                                      | Igor Balyberdin (RUS)                                                                     | Karol Zbutowicz (POL)                                                                     |
| relais 4x100 m nage libre | Grande-Bretagne- Duncan Scott - Martyn Walton - Daniel Speers - Cameron Kurle              | Italie- Alessandro Miressi - Giovanni Izzo - Ivano Vendrame - Alessandro Bori             | Russie- Vladislav Kozlov - Aleksei Brianskii - Elisei Stepanov - Igor Shadrin             |
| relais 4x200 m nage libre | Russie- Aleksandr Prokofev - Nikolay Snegirev - Ernest Maksumov - Elisei Stepanov          | Grande-Bretagne- Duncan Scott - Martyn Walton - Kyle Chisholm - Cameron Kurle             | Allemagne- Paul Hentschel - Henning Muehlleitner - Konstantin Walter - Moritz Brandt      |
| relais 4x100 m 4 nages    | Russie- Filipp Shopin - Anton Chupkov - Daniil Pakhomov - Vladislav Kozlov                 | Grande-Bretagne- Luke Greenbank - Charlie Attwood - Duncan Scott - Martyn Walton          | Pologne- Jakub Daniel Skierka - Jacek Janusz Arentewicz - Michal Chudy - Pawel Sendyk     |
| Femmes                    |                                                                                            |                                                                                           |                                                                                           |
| 50 m nage libre           | Mariia Kameneva (RUS)                                                                      | Marrit Steenbergen (NED)                                                                  | Julie Jensen (DEN)                                                                        |
| 100 m nage libre          | Marrit Steenbergen (NED)                                                                   | Arina Openysheva (RUS)                                                                    | Mariia Kameneva (RUS)                                                                     |
| 200 m nage libre          | Arina Openysheva (RUS)                                                                     | Marrit Steenbergen (NED)                                                                  | Leonie Kullmann (GER)                                                                     |
| 400 m nage libre          | Arina Openysheva (RUS)                                                                     | Leonie Kullmann (GER)                                                                     | Anastasiia Kirpichnikova (RUS)                                                            |
| 800 m nage libre          | Holly Hibbott (GBR)                                                                        | Anastasiia Kirpichnikova (RUS)                                                            | Marina Castro Atalaya (ESP)                                                               |
| 1 500 m nage libre        | Sveva Schiazzano (ITA)                                                                     | Janka Juhasz (HUN)                                                                        | Marina Castro Atalaya (ESP)                                                               |
| 50 m papillon             | Polina Egorova (RUS)                                                                       | Caroline Pilhatsch (AUT)                                                                  | Julie Jensen (DEN)                                                                        |
| 100 m papillon            | Polina Egorova (RUS)                                                                       | Amelia Cynes (GBR)                                                                        | Ilektra Varvara (GRE)                                                                     |
| 200 m papillon            | Julia Mrozinski (GER)                                                                      | Elisa Scarpa Vidal (ITA)                                                                  | Boglarka Bonecz (HUN)                                                                     |
| 50 m brasse               | Maria Astashkina (RUS)                                                                     | Laura Kelsch (GER)                                                                        | Nolwenn Hervé (FRA)                                                                       |
| 100 m brasse              | Maria Astashkina (RUS)                                                                     | Giulia Verona (ITA)                                                                       | Daria Chikunova (RUS)                                                                     |
| 200 m brasse              | Maria Astashkina (RUS)                                                                     | Giulia Verona (ITA)                                                                       | Layla Black (GBR)                                                                         |
| 50 m dos                  | Caroline Pilhatsch (AUT)                                                                   | Pauline Mahieu (FRA)                                                                      | Mariia Kameneva (RUS)                                                                     |
| 100 m dos                 | Polina Egorova (RUS)                                                                       | Mariia Kameneva (RUS)                                                                     | Pauline Mahieu (FRA)                                                                      |
| 200 m dos                 | Polina Egorova (RUS)                                                                       | Maxine Wolters (GER)                                                                      | Maryna Kolesnykova (UKR)                                                                  |
| 200 m 4 nages             | Maxime Wolters (GER)                                                                       | Ilaria Cusinato (ITA)                                                                     | Abbie Bois (GBR)                                                                          |
| 400 m 4 nages             | Abbie Wood (GBR)                                                                           | Ilaria Cusinato (ITA)                                                                     | Anja Crevar (SRB)                                                                         |
| relais 4x100 m nage libre | Russie- Arina Openysheva - Vasilissa Buinaia - Olesia Cherniatina - Mariia Kameneva        | Pays-Bas- Pien Schravesande - Frederique Janssen - Laura van Engelen - Marrit Steenbergen | Grande-Bretagne- Darcy Deakin - Madeleine Crompton - Hannah Featherstone - Georgia Coates |
| relais 4x200 m nage libre | Russie- Anastasiia Kirpichnikova - Arina Openysheva Olesia Cherniatina - Irina Krivonogova | Pays-Bas- Laura van Engelen - Frederique Janssen - Marieke Tienstra - Marrit Steenbergen  | Grande-Bretagne- Hannah Featherstone - Darcy Deakin - Holly Hibbott - Georgia Coates      |
| relais 4x100 m 4 nages    | Russie- Mariia Kameneva - Maria Astashkina - Polina Egorova - Arina Openysheva             | Pays-Bas- Iris Jonk - Tes Schouten - Josein Wijhuis - Marrit Steenbergen                  | Grande-Bretagne- Rebecca Sherwin - Layla Black - Amelia Clynes - Georgia Coates           |
| Mixte                     |                                                                                            |                                                                                           |                                                                                           |
| relais 4x100 m nage libre | Russie- Vladislav Kozlov - Elisei Stepanov - Mariia Kameneva - Arina Openysheva            | Grande-Bretagne- Duncan Scott - Martyn Walton - Darcy Deakin - Georgia Coates             | Allemagne- Alexander Lohmar - Leonie Kullmann - Katrin Gottwald - Konstantin Walter       |
| relais 4x100 m 4 nages    | Russie- Mariia Kameneva - Anton Chupkov - Daniil Pakhomov - Arina Openysheva               | Grande-Bretagne- Luke Greenbank - Charlie Attwood - Amelia Cyles - Georgia Coates         | Allemagne- Maxine Wolters - Leo Schmidt - Johannes Tesch - Katrin Gottwald                |

## Natation synchronisée
| Épreuve           | Or | Argent | Bronze |
| ----------------- | --- | --- | --- |
| Solo              | Anisiya Neborako (RUS) | Berta Ferreras Sanz (ESP) | Anna-Maria Alexandri (AUT) |
| Duo               | Valeriya Filenkova Daria Kulagina (RUS) | Anna-Maria Alexandri Eirini-Marina Alexandri (AUT) | Yana Nariezhna Yelyzaveta Yakhno (UKR) |
| Par équipes       | Russie- Valeria Filenkova - Mayya Gurbanberdieva - Veronika Kalinina - Daria Kulagina - Anna Larkina - Anisiya Neborako - Mariia Nemchinova - Maria Salmina - Anastasia Arkhipovskaia - Elizaveta Ovchinnikova | Espagne- Julia Echeberria Esquivel - Berta Ferreras Sanz - Helena Jauma Lluch - Carmen Juarez Campos - Emilia Luboslavova Boneva - Raquel Estefania - Itziar Sanchez - Irene Toledano Carmelo - Sara Saldana Lopez - Lidia Vigara Rodrigo  | Ukraine- Valeriia Aprieleva - Valeriya Berezhna - Veronika Gryshko - Yana Nariezhna - Alina Shynkarenko - Kateryna Tkachova - Yelyzaveta Yakhno - Anna Yesipova |
| Combinaison libre | Russie- Valeria Filenkova - Mayya Gurbanberdieva - Veronika Kalinina - Daria Kulagina - Anna Larkina - Anisiya Neborako - Mariia Nemchinova - Maria Salmina - Anastasia Arkhipovskaia - Elizaveta Ovchinnikova | Espagne- Julia Echeberria Esquivel - Berta Ferreras Sanz - >Helena Jauma Lluch - Carmen Juarez Campos - Emilia Luboslavova Boneva - Raquel Estefania - Itziar Sanchez - Irene Toledano Carmelo - Sara Saldana Lopez - Lidia Vigara Rodrigo | Ukraine- Valeriia Aprieleva - Valeriya Berezhna - Veronika Gryshko - Yana Nariezhna - Alina Shynkarenko - Kateryna Tkachova - Yelyzaveta Yakhno - Anna Yesipova |

## Plongeon
| Épreuves                   | Or                                          | Argent                              | Bronze                                    |
| -------------------------- | ------------------------------------------- | ----------------------------------- | ----------------------------------------- |
| Hommes                     |                                             |                                     |                                           |
| Tremplin à 1 m             | Nikita Shleikher (RUS)                      | Ilya Molchanov (RUS)                | James Heatly (GBR)                        |
| Tremplin à 3 m             | James Heatly (GBR)                          | Ruslan Adriano Cristofori (ITA)     | Ilya Molchanov (RUS)                      |
| Haut-vol à 10 m            | Lee Matthew (GBR)                           | Nikita Shleikher (RUS)              | Alexis Jandard (FRA)                      |
| Tremplin à 3 m synchronisé | Ilya Molchanov Nikita Nikolaev (RUS)        | James Heatly Ross Haslam (GBR)      | Frithjof Seidel Nico Herzog (GER)         |
| Femmes                     |                                             |                                     |                                           |
| Tremplin à 1 m             | Maria Polykova (RUS)                        | Louisa Stawczynski (GER)            | Diana Shelestyk (UKR)                     |
| Tremplin à 3 m             | Katherine Torrance (GBR)                    | Ekaterina Nekrasova (RUS)           | Saskia Oettinghaus (GER)                  |
| Haut-vol à 10 m            | Lois Toulson (GBR)                          | Anna Chuinyshena (RUS)              | Elena Wassen (GER)                        |
| Tremplin à 3 m synchronisé | Louisa Stawczynski Saskia Oettinghaus (GER) | Elena Chernykh Maria Polykova (RUS) | Diana Shelestyuk Marharita Dzhusova (UKR) |

## Sambo
| Épreuves       | Or                       | Argent                  | Bronze                                              |
| -------------- | ------------------------ | ----------------------- | --------------------------------------------------- |
| Hommes         |                          |                         |                                                     |
| Moins de 57 kg | Aymergen Atkunov (RUS)   | Islam Gasumov (AZE)     | Uladzislau Burdz (BLR) Vakhtangi Chidrashvili (GEO) |
| Moins de 74 kg | Stsiapan Papou (BLR)     | Amil Gasimov (AZE)      | Kakha Mamulashvili (GEO) Azamat Sidakov (RUS)       |
| Moins de 90 kg | Alsim Chernoskulov (RUS) | Andrei Kazusionak (BLR) | Davit Karbelashvili (GEO) Radvila Matukas (LTU)     |
| Plus de 100 kg | Artem Osipenko (RUS)     | Vasif Safarbayov (AZE)  | Jury Rybak (BLR) Razmik Tonoyan (UKR)               |
| Femmes         |                          |                         |                                                     |
| Moins de 52 kg | Anna Kharitonova (RUS)   | Nazakat Khalilova (AZE) | Magdalena Varbanova (BUL) Ruta Aksionova (LTU)      |
| Moins de 60 kg | Yana Kostenko (RUS)      | Kalina Stefanova (BUL)  | Katsiaryna Prakapenka (BLR) Daniela Hondiu (ROU)    |
| Moins de 64 kg | Tatsiana Matsko (BLR)    | Olena Sayko (UKR)       | Anna Shcherbakova (RUS) Sarah Loko (FRA)            |
| Moins de 68 kg | Ivana Jandrić (SRB)      | Volha Namazava (BLR)    | Céline Condé (FRA) Olga Zakhartsova (RUS)           |

## Taekwondo
| Épreuves       | Or                           | Argent                      | Bronze                                             |
| -------------- | ---------------------------- | --------------------------- | -------------------------------------------------- |
| Hommes         |                              |                             |                                                    |
| Moins de 58 kg | Rui Braganca (POR)           | Jesus Tortosa Cabrera (ESP) | Si Mohamed Ketbi (BEL) Levent Tuncat (GER)         |
| Moins de 68 kg | Aykhan Taghizade (AZE)       | Karol Robak (POL)           | Alexey Denisenko (RUS) Joel Gonzalez Bonilla (ESP) |
| Moins de 80 kg | Milad Beigi Harchegani (AZE) | Albert Gaun (RUS)           | Julio Ferreira (POR) Lutalo Muhammad (GBR)         |
| Plus de 80 kg  | Radik Isaev (AZE)            | Vladislav Larin (RUS)       | Vedran Golec (CRO) Daniel Ros Gomez (ESP)          |
| Femmes         |                              |                             |                                                    |
| Moins de 49 kg | Charlie Maddock (GBR)        | Tijana Bogdanović (SRB)     | Patimat Abakarova (AZE) Lucija Zaninović (CRO)     |
| Moins de 57 kg | Jade Jones (GBR)             | Ana Zaninovic (CRO)         | Eva Calvo Gomez (ESP) Nikita Glasnovic (SWE)       |
| Moins de 67 kg | Anastasia Baryshnikova (RUS) | Farida Azizova (AZE)        | Elin Johansson (SWE) Nur Tatar (TUR)               |
| Plus de 67 kg  | Gwladys Epangue (FRA)        | Milica Mandic (SRB)         | Olga Ivanova (RUS) Iva Rados (CRO)                 |

## Tennis de table
| Épreuves    | Or                                                       | Argent                                                    | Bronze                                                                  |
| ----------- | -------------------------------------------------------- | --------------------------------------------------------- | ----------------------------------------------------------------------- |
| Hommes      |                                                          |                                                           |                                                                         |
| Simple      | Dimitrij Ovtcharov (GER)                                 | Vladimir Samsonov (BLR)                                   | Lei Kou (UKR)                                                           |
| Par équipes | Portugal- Tiago Apolónia - Marcos Freitas - João Geraldo | France- Simon Gauzy - Emmanuel Lebesson - Adrien Mattenet | Autriche- Stefan Fegerl - Robert Gardos - Daniel Habesohn               |
| Femmes      |                                                          |                                                           |                                                                         |
| Simple      | Li Jiao (NED)                                            | Li Jie (NED)                                              | Melek Hu (TUR)                                                          |
| Par équipes | Allemagne- Han Ying - Shan Xiaona - Petrissa Solja       | Pays-Bas- Jiao Li - Li Jie - Britt Eerland                | République tchèque- Hana Matelova - Renata Štrbíková - Iveta Vacenovská |

## Tir
| Épreuves                     | Or                                          | Argent                                          | Bronze                                             |
| ---------------------------- | ------------------------------------------- | ----------------------------------------------- | -------------------------------------------------- |
| Hommes                       |                                             |                                                 |                                                    |
| Carabine à 10 m air comprimé | Vitali Bubnovich (BLR)                      | Niccolò Campriani (ITA)                         | Sergey Richter (ISR)                               |
| Carabine à 50 m 3 positions  | Valérian Sauveplane (FRA)                   | Petar Gorsa (CRO)                               | Vitaly Bubnovich (BLR)                             |
| Carabine à 50 m tir couché   | Henri Junghaenel (GER)                      | Marco De Nicolo (ITA)                           | Siarhei Martynau (BLR)                             |
| Pistolet à 10 m air comprimé | Damir Mikec (SRB)                           | João Costa (POR)                                | Juraj Tuzinsky (SVK)                               |
| Pistolet à 25 m tir rapide   | Christian Reitz (GER)                       | Alexei Kilmov (RUS)                             | Olivier Geis (GER)                                 |
| Pistolet à 50 m              | Damir Mikec (SRB)                           | Pavol Kopp (SVK)                                | Abdullah Omer Alimoglu (TUR)                       |
| Skeet                        | Valerio Luchini (ITA)                       | Stephan Nilsson (SWE)                           | Marko Kemppainen (FIN)                             |
| Trap                         | Aleksey Alipov (RUS)                        | Erik Varga (SVK)                                | Giovanni Pellielo (ITA)                            |
| Double trap                  | Vitaly Fokeev (RUS)                         | Richard Bognar (HUN)                            | Antonino Barrila (ITA)                             |
| Femmes                       |                                             |                                                 |                                                    |
| Carabine à 10 m air comprimé | Andrea Arsovic (SRB)                        | Sarah Hornung (SUI)                             | Barbara Engleder (GER)                             |
| Carabine 50 m 3 positions    | Petra Zublasing (ITA)                       | Laurence Brize (FRA)                            | Olivia Hofman (AUT)                                |
| Pistolet à 10 m air comprimé | Zorana Arunovic (SRB)                       | Sonia Franquet Calvente (ESP)                   | Viktoria Chaika (BLR)                              |
| Pistolet à 25 m              | Heidi Diethelm Gerber (SUI)                 | Antonaetaa Boneva (BUL)                         | Monika Karsch (GER)                                |
| Skeet                        | Amber Hill (GBR)                            | Diana Bacosi (Italie)                           | Chiara Cainero (Italie)                            |
| Trap                         | Fátima Gálvez (ESP)                         | Arianna Perilli (SMR)                           | Elena Tkach (RUS)                                  |
| Mixte                        |                                             |                                                 |                                                    |
| Carabine à 10 m air comprimé | Italie- Niccolo Campriani - Petra Zublasing | Danemark- Steffen Olsen - Stine Nielsen         | Russie- Sergey Kruglov - Daria Vdovina             |
| Pistolet à 10 m air comprimé | Allemagne - Christian Reitz - Monika Karsch | Grèce - Konstantinos Malgarinos - Ánna Korakáki | Russie- Vladimir Gontcharov - Ekaterina Korshunova |
| Skeet                        | Italie- Valerio Luchini - Diana Bacosi      | Chypre- Yórgos Achilléos - Andri Eleftheriou    | France- Anthony Terras - Lucie Anastassiou         |
| Trap                         | Slovaquie- Erik Varga - Zuzana Štefečeková  | Russie- Alexey Alipov - Elena Tkach             | Saint-Marin- Manuel Mancini - Alessandra Perilli   |

## Tir à l'arc
| Épreuves    | Or                                                            | Argent                                                                | Bronze                                                               |
| ----------- | ------------------------------------------------------------- | --------------------------------------------------------------------- | -------------------------------------------------------------------- |
| Hommes      |                                                               |                                                                       |                                                                      |
| Individuel  | Miguel Alvariño (ESP)                                         | Sjef van den Berg (NED)                                               | Anton Prilepov (BLR)                                                 |
| Par équipes | Ukraine- Heorhiy Ivanytskyy - Markiyan Ivashko - Viktor Ruban | Espagne- Miguel Alvariño - Juan Ignacio Rodríguez - Antonio Fernández | Pays-Bas- Rick van der Ven - Sjef van den Berg - Mitch Dielemans     |
| Femmes      |                                                               |                                                                       |                                                                      |
| Individuel  | Karina Winter (GER)                                           | Maja Jager (DEN)                                                      | Alicia Marín (ESP)                                                   |
| Par équipes | Italie- Natalia Valeeva - Guendalina Sartori - Elena Tonetta  | Biélorussie- Hanna Marusava - Ekaterina Timofeyeva - Alena Tolkach    | Ukraine- Lidiia Sichenikova - Veronika Marchenko - Anastasia Pavlova |
| Mixte       |                                                               |                                                                       |                                                                      |
| Par équipes | Italie- Natalia Valeeva - Mauro Nespoli                       | Géorgie- Khatuna Narimanidze - Lasha Pkhakadze                        | Ukraine- Lidiia Sichenikova - Heorhiy Ivanytskyy                     |

## Triathlon
| Épreuves | Or                  | Argent              | Bronze                 |
| -------- | ------------------- | ------------------- | ---------------------- |
| Hommes   | Gordon Benson (GBR) | João Silva (POR)    | Rostislav Pevtsov(AZE) |
| Femmes   | Nicola Spirig (SUI) | Rachel Klamer (NED) | Lisa Nordén (SWE)      |

## Volley-ball

### Beach-volley
| Épreuves         | Or                                        | Argent                                                       | Bronze                                           |
| ---------------- | ----------------------------------------- | ------------------------------------------------------------ | ------------------------------------------------ |
| Tournoi masculin | Lettonie- Mārtiņš Pļaviņš - Haralds Regza | Russie- Yaroslav Koshkarev - Dmitri Barsouk                  | République tchèque- Premysl Kubala - Jan Hadrava |
| Tournoi féminin  | Suisse- Nicole Eiholzer - Nina Betschart  | Autriche- Lena Maria Plesiutschnig - Katharina Schutzenhofer | Lituanie- Ieva Dumbauskaite - Monika Povilaityte |

### En salle
| Épreuves         | Or | Argent | Bronze |
| ---------------- | --- | --- | --- |
| Tournoi masculin | Allemagne- Christian Fromm - Sebastian Kühner - Denys Kaliberda - Marcus Böhme - Jochen Schöps (C) - Lukas Kampa - Ferdinand Tille - Tom Strohbach - Tim Broshog - Jan Zimmermann - Michael Andrei - Björn HöhneMatthias Pompe - Falko Steinke                  | Bulgarie- Georgi Bratoev - Rozalin Penchev - Martin Bozhilov - Svetoslav Gotsev - Velizar Chernokozhev - Branimir Grozdanov - Dobromir Dimitrov - Valentin Bratoev - Jani Jeliazkov - Todor Aleksiev (C) - Nikolay Nikolov (en) - Borislav ApostolovVentsislav Ragin - Petar Karakashev  | Russie- Ilia Vlasov - Dmitri Kovalev (C) - Ivan Demakov - Igor Kobzar - Alexander Markin - Igor Filippov - Alekseï Kabechov - Alexander Kimerov - Dmitri Volkov - Viktor Poltaïev - Maksim Zhigalov - Iegor Klyuka - Sergueï Nikitine - Roman Bragin |
| Tournoi féminin  | Turquie- Çağla Akın - Kübra Akman - Seda Aslanyürek - Naz Aydemir - Dicle Nur Babat - Büşra Cansu - Merve Dalbeler - Meliha İsmailoğlu - Aslı Kalaç - Gizem Güreşen Karadayı - Güldeniz Önal Paşalıoğlu (C) - Neriman Özsoy - Polen Uslupehlivan - Gözde Yılmaz | Pologne- Anna Werblińska - Maja Tokarska - Izabela Bełcik (C) - Agnieszka Kąkolewska - Agnieszka Bednarek-Kasza - Anna Miros - Katarzyna Zaroślińska - Agata Sawicka - Daria Paszek - Sylwia Pycia - Agata Durajczyk - Joanna Wołosz - Natalia Kurnikowska - Katarzyna Skowrońska-Dolata | Serbie- Maja Savić - Marta Drpa - Bojana Živković - Mina Popović - Tijana Malešević - Brižitka Molnar - Brankica Mihajlović - Jelena Nikolić (C) - Ana Bjelica - Jovana Stevanović - Milena Rašić - Silvija Popović - Slađana Mirković - Bianka Buša |

## Water-polo
| Épreuves                             | Or | Argent | Bronze |
| ------------------------------------ | --- | --- | --- |
| Tournoi masculin résultats détaillés | Serbie- Marko Janković - Petar Kasum - Jasmin Kolasinac - Nikola Lukić - Vladan Mitrovic - Dragoljub Rogac - Kristian Sulc - Stefan Todorovski - Marko Tubic - Petar Velkic - Matija Vlaovic - Dorde Vucinic - Uros Vukovic                | Espagne Oriol Albacete Rodriguez Jordi Chico Aunos Alex De La Fuente Igual Josu Fernandez Legorburu Alvaro Garcia Hernandez Pablo Gomez De La Puente Alvaro Granados Ortega Guillermo Anibal Palomar Salvador Nikolas Paul Garcia Josep Puig Ruiz Oriol Rodriguez Martinez Marc Salvador Magana Francisco Valera Calatrava | Grèce Kimon Alexiou Konstantinos Chonodrokoukis Nikolaos Delagrammatikas Nikolaos Gardikas Grigorios Giannopoulos Nikolaos Kalargyros Foivos Kalis Adamantios Mantis Dimitrios Nikolaidis Alexandros Papanastasiou Nikolaos Papasifakis Polymeris Siordilis Dimitrios Skoumpakis |
| Tournoi féminin résultats détaillés  | Russie Maria Bersneva Anastasia Fedotova Daria Gerzanich Evgenia Golovina Anna Isakova Polina Kempf Bella Khamzaeva Elena Kotanchyan Alena Serzhantova Svetlana Stepakhina Veronika Vakhitova Elizaveta Zaplatina Aleksandra Zelenkovskaia | Espagne Alejandra Aznar Diez Carmen Baringo Romero Alba Bonamusa Boix Paula Crespí Helena Dalmases Zurita Sandra Domene Perez Laura Gomez Lopez Blanca Goset I Reche Mireia Guiral I Vilato Paula Leiton Arrones Elia Montoya Velayos Anna Roldan Arribas Paula Rutgers Godina                                             | Grèce Adamantia Doureka Nikoleta Eleftheriadou Eleni Elliniadi Milva Kalogerakou Silia Logotheti Evangelia Loudi Ifigenia Mavrota Maria Patra Vasilika Plevritou Elisavet Protopapas Artemis Safeti Eleni Sotireli Ioanna Stamatopoulou                                          |